# Wereldkampioenschap voetbal 2002 (Groep A) Denemarken - Senegal
Deze pagina is een subpagina van het artikel Wereldkampioenschap voetbal 2002. Hierin wordt de wedstrijd in de groepsfase in groep A tussen Denemarken en Senegal gespeeld op 6 juni 2002 nader uitgelicht. De wedstrijd eindigde op een 1-1 gelijkspel.

## Voorafgaand aan de wedstrijd
- Denemarken en Senegal speelden 2 keer eerder tegen elkaar. Denemarken won twee duels en het werd 1 keer een gelijkspel.
- In de voorgaande onderlinge duels scoorde Denemarken 4 keer en Uruguay scoorde 3 keer.
- Op de FIFA-wereldranglijst van mei 2002 stond Denemarken op de 20e plaats. Senegal stond op de 42e plaats.[1]

## Wedstrijdgegevens
| Datum                | 6 juni 2002                    | 6 juni 2002                    |
| Stadion              | Daegu World Cup Stadion, Daegu | Daegu World Cup Stadion, Daegu |
| Toeschouwers         | 43.500                         | 43.500                         |
| Scheidsrechter       | Carlos Batres                  | Carlos Batres                  |
| Assistenten          | Ferenc Szekely Visva Krishnan  | Ferenc Szekely Visva Krishnan  |
| Vierde man           | Kim Young Joo                  | Kim Young Joo                  |
| Man van de wedstrijd | Khalilou Fadiga                | Khalilou Fadiga                |
|                      | Denemarken                     | Senegal                        |
| Doelpunten           | 1                              | 1                              |
| Gele kaarten         | 4                              | 2                              |
| Rode kaarten         | 0                              | 1                              |
| Wissels              | 3                              | 3                              |
| Schoten op doel      | 3                              | 7                              |
| Schoten naast doel   | 0                              | 0                              |
| Overtredingen        | 20                             | 15                             |
| Hoekschoppen         | 4                              | 8                              |
| Buitenspel           | 3                              | 1                              |
| Strafschoppen        | 1                              | 0                              |
| Balbezit (tijd)      | 0                              | 0                              |
| Balbezit (%)         | 52%                            | 48%                            |

| Denemarken | 1 – 1                | Senegal |
| Jon Dahl Tomasson 16' (pen.) | doelpunten (assists) | 52' Salif Diao |
| Morten Olsen | bondscoach           | Bruno Metsu |
| Thomas Sørensen Stig Tøfting René Henriksen Martin Laursen Jan Heintze Thomas Helveg Thomas Gravesen 62' Jesper Grønkjær 50' Jon Dahl Tomasson Ebbe Sand Dennis Rommedahl 89' | opstellingen         | Tony Sylva Omar Daf 46' Pape Sarr Papa Malick Diop Khalilou Fadiga El Hadji Diouf Lamine Diatta 46' Moussa Ndiaye Salif Diao Ferdinand Coly Papa Bouba Diop |
| Martin Jørgensen 50' Christian Poulsen 62' Peter Løvenkrands 89' | wissels              | 46' Henri Camara 46' 83' Souleymane Camara 83' Habib Beye                                                                                                   |
| Ebbe Sand 33' Jon Dahl Tomasson 20' Thomas Helveg 82' Christian Poulsen 84'                                                                                                   | gele kaarten         | 10' Khalilou Fadiga 62' Salif Diao |
| | rode kaarten         | 62', 80' Salif Diao |